# BOYSTYLE
BOYSTYLE是由4位關西出身的川田由起奈、上原香代子、田野麻美、村川繪梨所組成的少女團體。

## 團體介紹
2001年4月先以「ai☆ai」名義展開活動。2002年1月改名為「BOYSTYLE」後正式出道。2005年川田由起奈退出後團體活動就變少了，2007年7月宣告解散。
目前人氣比較紅的是村川繪梨（1987年10月4日），這幾年演了很多收視率不錯的日劇，例如風のハルカ、マイボス★マイヒーロー、ROOKIES等等。

## 團體成員
| 姓名       | 出生日期      | 出身地       | 身高  |
| ---------- | ------------- | ------------ | ----- |
| 村川繪梨   | 1987年10月4日 | 大阪府大阪市 | 163cm |
| 上原香代子 | 1987年5月30日 | 三重縣松阪市 | 156cm |
| 田野麻美   | 1987年2月12日 | 兵庫縣尼崎市 | 157cm |
| 川田由起奈 | 1987年1月1日  | 大阪府高槻市 | 155cm |